# Albano Sant'Alessandro
Albano Sant'Alessandro är en ort och kommun i provinsen Bergamo i regionen Lombardiet i Italien. Kommunen hade 8 294 invånare (2018).